# نصیر احمد درانی
نصیر احمد درانی محمدمراد (زاده: ۱۳۳۴ خورشیدی ، ولسوالی محمد آغه ولایت لوگر) سیاستمدار افغانستانی، وزیر اسبق احیا و انکشاف دهات و وزیر کنونی وزارت زراعت، آبیاری و مالداری افغانستان در دولت وحدت ملی به ریاست جمهوری محمد اشرف غنی است. وی در ابتدا توانست در سال ۲۰۱۵ رای اعتماد پارلمان افغانستان را در سمت وزیر احیا و انکشاف دهات کسب کند اما در ۲۳ شهریور/سنبله ۱۳۹۶ از سمتش برکنار و در ۳۱ شهریور/سنبله به عنوان سرپرست وزرات زراعت، آبیاری و مالداری تعیین شد. وی توانست در ۱۳ قوس/آذر ۱۳۹۶ رای اعتماد پارلمان را برای وزارت زراعت، آبیاری و مالداری کسب کند.

## زندگی‌نامه
نصیر احمد درانی زاده ۱۳۳۴ از روستای پل قندهاری، ولسوالی محمد آغه ولایت لوگر افغانستان است. وی تحصیلات دوران مدرسه خود را در ولسوالی/شهرستان زندگی خود ادامه داد و در سال ۱۳۴۹ در رشته برق مدرک دیپلم را کسب کرد. وی مدرک لیسانس خود را از دپارتمانت مکانیک دانشکده مهندسی دانشگاه کابل و در سال ۱۳۶۷ از دانشگاه نبراسکا ایالات متحده در رشته انکشاف و بازسازی مدرک ماستری/فوق لیسانس خود را کسب کرد. وی در سن ۲۸ سالگی ازدواج کرد و اکنون ۶ فرزند (۴ پسر - ۲ دختر) دارد. 

### فعالیت‌ها
- ۱۳۸۹ - ۱۳۹۱: معاون تنظیم و انسجام امور معادن جامد در وزارت معادن و پطرولیم.
- ۱۳۸۴ - ۱۳۸۲: همکاری با کمپانی‌های فرانسوی و انگلیسی به عنوان مدیر پروژه ارزیابی سکتور انرژی افغانستان.
- ۱۳۷۴: مدیر کارخانه ذوب آهن در پیشاور پاکستان.
- ۱۳۷۲: رئیس اداری وزارت فوائد عامه.
- ۱۳۶۰: مشاور فنی در موسسه VITA در پیشاور پاکستان.
- ۱۳۵۹: مدیر عمومی سرمایه گذاری در وزارت معادن و پطرولیم.